# Feierohmd

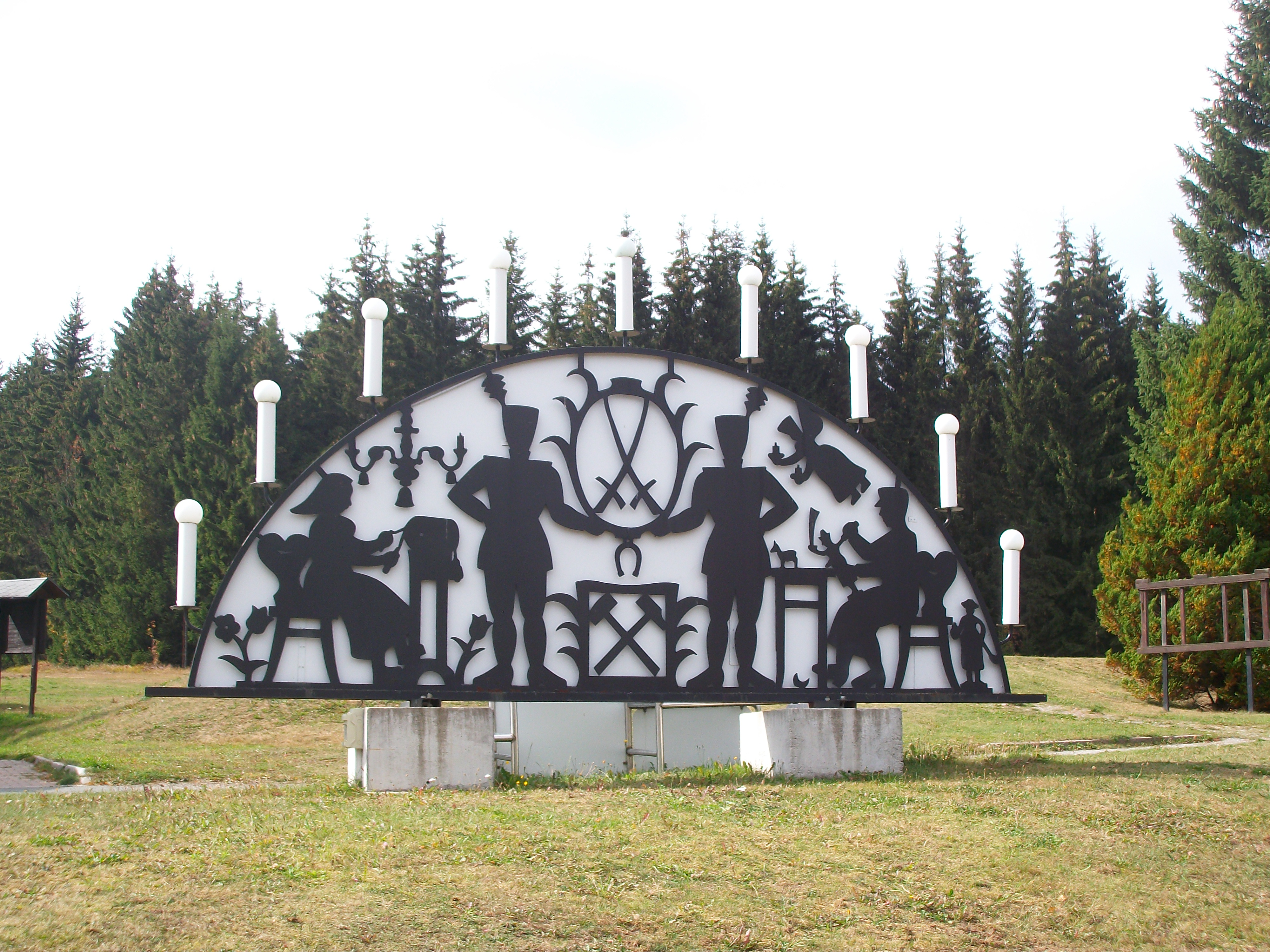
Großschwibbogen von 1937 – Symbol der Feierohmd-Schau

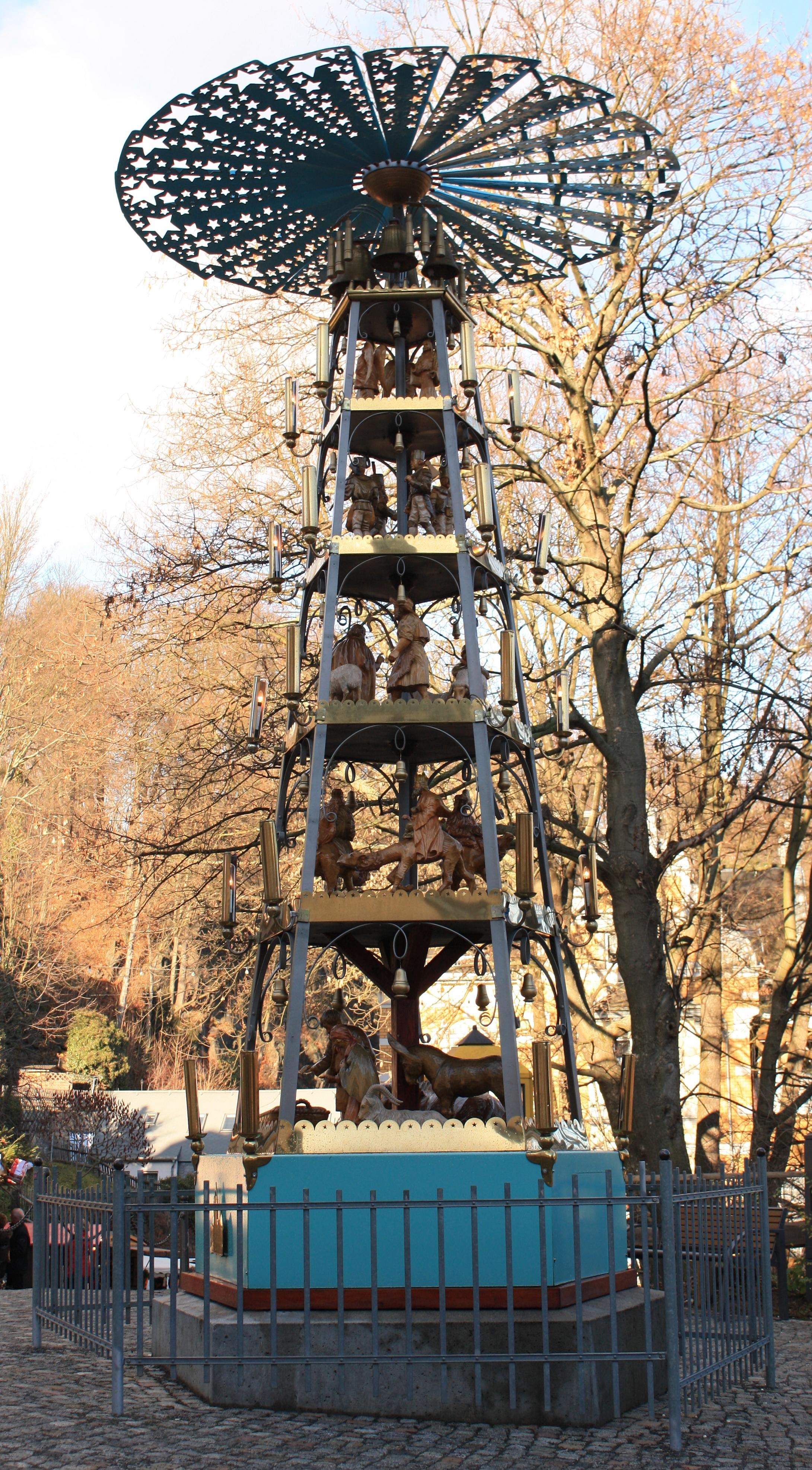
Am Eingang vor dem Veranstaltungsort stand die Krauß-Pyramide

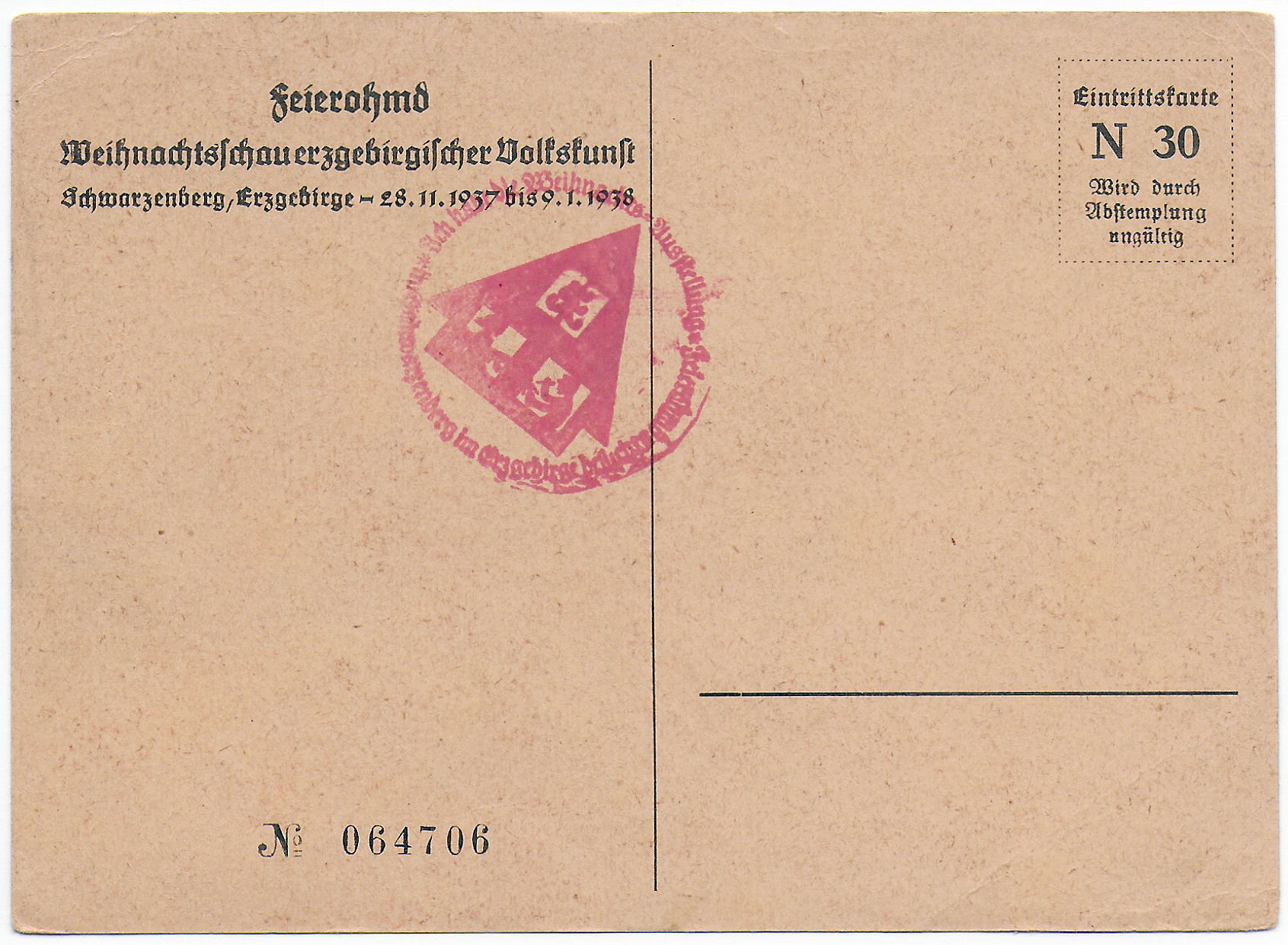
Eintrittskarte zur Feierohmdschau

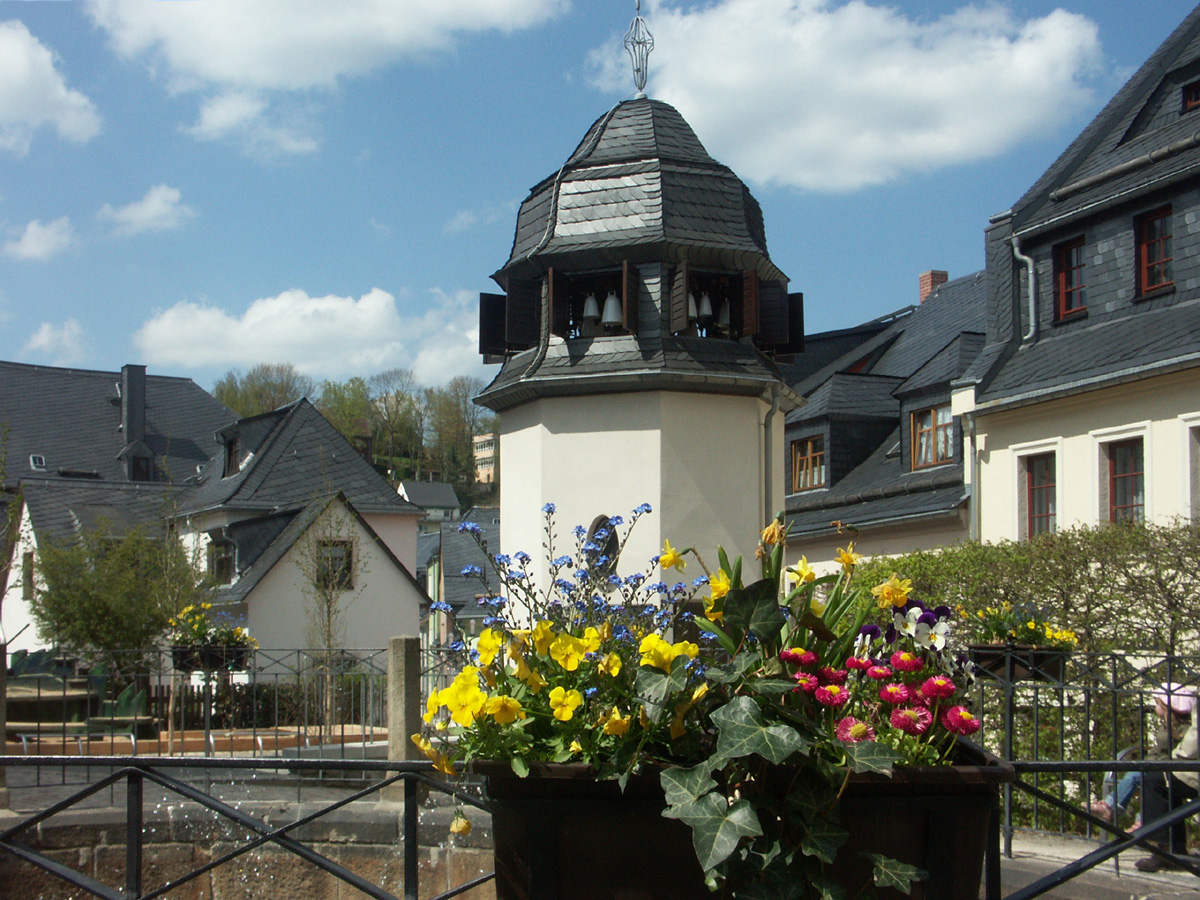
Heutiges Glockenspiel aus Meißner Porzellan

Feierohmd (= Feierabend) war der Name der Weihnachtsschau erzgebirgischer Volkskunst, die vom 28. November 1937 bis zum 21. Januar 1938 in Schwarzenberg/Erzgeb. stattfand. Sie stieß – mit rund 335.000 Gästen – auf eine sehr große Besucherresonanz und verhalf der erzgebirgischen Volkskunst zu neuem Ansehen.

## Geschichte
Die Ausstellung wurde vom Heimatwerk Sachsen organisiert und dabei größtenteils auf programmistische Aussagen zur zeitgenössischen nationalsozialistischen Kulturpolitik verzichtet, was vermutlich zur Erhöhung ihrer Attraktivität führte. Vorbild war die von Max Günther 1935 in Annaberg organisierte überregionale Schau Weihnachtsglück im Erzgebirge.
Der Name der Schau wurde dem Feieromd-Lied, einem der bekanntesten Volkslieder des Erzgebirges, entlehnt. Es stammt aus der Feder des Volksdichters Anton Günther und entstand im Jahr 1903.
Das Symbol der Ausstellung war das von Paula Jordan entworfene Motiv des erzgebirgischen Schwibbogens von 1937.
Die Schirmherrschaft hatte der sächsische NSDAP-Gauleiter Martin Mutschmann, der auch die Eröffnung persönlich vornahm. Er verlieh an diesem Tag gleichzeitig den neugeschaffenen Staatspreis für Feierabendkunst in der Schwarzenberger Krauss-Halle. Den ersten Preis erhielt Albert Hänel aus Lauter, den zweiten Preis Hermann Ranft aus Schwarzenberg und den dritten Preis Gustav Rössel aus Neustädtel. Weitere fünf Preise gingen an Walter Hambeck aus Lößnitz, Rudolf Tümpel aus Lößnitz, Max Clauß aus Hohndorf, Fritz Wetzel aus Thalheim und an Paul Lang aus Schwarzenberg.
Der Großindustrielle Friedrich Emil Krauß der gleichzeitig Vorsitzender vom Heimatwerk Sachsen war leitete die Ausstellung. Nach Krauß’ Worten war die Schau „ein Wahrzeichen dafür […], daß nirgends die Volkskunst als Ausdruck echter Heimatliebe so blühe wie bei uns im Erzgebirge.“
Zutritt zur Ausstellung bekam man mit dem Kauf einer nummerierten Ansichtskarte auf der ein Schwibbogen nach dem Motiv von Paula Jordan abgebildet war. Am Eingang wurde die Karte noch zusätzlich abgestempelt und damit entwertet. Der Stempel zeigte ein Haus mit drei Fenstern und Spielzeugmachern. Die kreisförmige Umschrift lautete, Ich habe die Weihnachts-Ausstellung Feierohmd in Schwarzenberg im Erzgebirge besucht.
Geöffnet war die Ausstellung täglich, bis auf wenige Ausnahmen, von 8:00 Uhr bis 21:30 Uhr. Veranstaltungsort war das heutige Gymnasium in Schwarzenberg. Wegen des überaus großen Besucherandrangs wurde die Ausstellung, die ursprünglich nur bis zum 9. Januar 1938 geöffnet sein sollte, zunächst bis zum 16. Januar 1938 und dann nochmals bis zum 21. Januar 1938 verlängert. Dadurch musste auch die Aufnahme des Schulbetriebes im Januar 1938 verschoben werden. Vor und nach Ende der Schulferien zum Jahreswechsel besuchten ebenfalls viele Schulklassen die Ausstellung. Da die Ausstellung gerade an den Wochenenden von vielen angemeldeten Gruppen besucht wurde, war sie an einigen Tagen für Einzelbesucher bis 18:00 Uhr gesperrt. Zahlreiche Sonderzüge und Reisebusse wurden vor allem an den Wochenenden eingesetzt. Am 16. Dezember 1937 besuchten 25 Missionschefs des in Berlin akkreditierten diplomatischen Korps die Ausstellung.
Walter Fröbe frohlockte nach dem Ende der Ausstellung: „Wir Erzgebirger aber freuen uns, daß unserer Volkskunst endlich einmal das Kleid des Aschenputtels genommen wurde.“
Unter dem Eindruck der Feierohmdschau kam es 1938 zur Gründung der Gauschnitzschule in Schneeberg (Erzgebirge).

### Porzellanglockenspiel
Im Rahmen der Ausstellung stand neben vielen Schnitz- und Drechselerzeugnissen auch eine große Weihnachtspyramide aus bemaltem Holz und drei Etagen zur Ansicht. Gefertigt wurde das Ausstellungsstück von der Staatlichen Porzellan-Manufaktur Meißen. Die Besonderheit war das in die Pyramide eingebaute Glockenspiel aus Meissener Porzellan mit 27 Glocken. Als Weisen erklangen vorwiegend erzgebirgische Lieder von Anton Günther. Nach der Ausstellung wurde die Weihnachtspyramide einschließlich Porzellanglocken wieder nach Meißen zurückgebracht.

## Beteiligte Künstler (Auswahl)
- Albert Hänel (1884–1966), Holzschnitzer und Staatspreisträger
- Hermann Ranft (1906–1976), Tischler und Modellbauer
- Paul Schneider (1892–1975), Holzschnitzer, der als einer der bedeutendsten erzgebirgischen Schnitzkünstler gilt
- Die Staatliche Porzellan-Manufaktur Meißen stellte ein Porzellanglockenspiel mit 27 Glocken für die Feierohmd-Ausstellung her, das in einer Weihnachtspyramide ohne Flügelrad eingebaut war.[14]

## Film
Ein Kurz-Dokumentarfilm über die Feierohmdschau wurde 1937 mit dem Titel Wunder in Holz von Alfred Siegert von der Siegert-Film-Produktion Chemnitz gedreht. Der Film wurde in zahlreichen Kinos gezeigt.